# Zuid (Bahrein)
Het gouvernement Zuid (Arabisch: al-Janobiyah) is een gouvernement in Bahrein met 44.764 inwoners.
Het gouvernement heeft in 2002 de volgende gemeenten vervangen:
- Al Mintaqah al Gharbiyah
- Ar Rifa'wa al Mintaqah al Janubiyah
- Juzur Hawar